# Diplazon ryukyuensis
Diplazon ryukyuensis là một loài tò vò trong họ Ichneumonidae.